# Districte de Bellinzona
El Districte de Bellinzona és un dels 8 districtes del cantó de Ticino (Suïssa). Té 55.711 habitants (cens de 2019) i una superfície de 209.3 km². Està format per 19 municipis i el cap del districte és Bellinzona.

## Municipis
| Circolo di Bellinzona | Circolo di Bellinzona | Circolo di Bellinzona | Circolo di Bellinzona | Circolo di Bellinzona |
| Escut                 | Nom                   | Habitants (Des. 2007) | Superfície en km²     | Núm. OFS              |
| --------------------- | --------------------- | --------------------- | --------------------- | --------------------- |
| Arbedo-Castione       | Arbedo-Castione       | 4018                  | 21.3                  | 5001                  |
| Bellinzona            | Bellinzona            | 17'111                | 19.1                  | 5002                  |
| Lumino                | Lumino                | 1237                  | 10.0                  | 5010                  |
|                       | Total                 | 22'366                | 50.4                  |                       |

| Circolo di Giubiasco | Circolo di Giubiasco | Circolo di Giubiasco  | Circolo di Giubiasco | Circolo di Giubiasco |
| Escut                | Nom                  | Habitants (Des. 2007) | Superfície en km²    | Núm. OFS             |
| -------------------- | -------------------- | --------------------- | -------------------- | -------------------- |
| Cadenazzo            | Cadenazzo            | 2206                  | 8.5                  | 5003                 |
| Camorino             | Camorino             | 2565                  | 8.3                  | 5004                 |
| Giubiasco            | Giubiasco            | 8088                  | 6.2                  | 5005                 |
| Isone                | Isone                | 372                   | 12.9                 | 5009                 |
| Medeglia             | Medeglia             | 342                   | 6.2                  | 5011                 |
| Pianezzo             | Pianezzo             | 551                   | 8.0                  | 5014                 |
| Sant'Antonino        | Sant'Antonino        | 2246                  | 6.6                  | 5017                 |
| Sant'Antonio         | Sant'Antonio         | 204                   | 33.6                 | 5018                 |
|                      | Total                | 16'574                | 90.3                 |                      |

| Circolo del Ticino | Circolo del Ticino | Circolo del Ticino    | Circolo del Ticino | Circolo del Ticino |
| Escut              | Nom                | Habitants (Des. 2007) | Superfície en km²  | Núm. OFS           |
| ------------------ | ------------------ | --------------------- | ------------------ | ------------------ |
| Gnosca             | Gnosca             | 641                   | 7.5                | 5006               |
| Gorduno            | Gorduno            | 694                   | 9.2                | 5007               |
| Gudo               | Gudo               | 783                   | 9.9                | 5008               |
| Moleno             | Moleno             | 114                   | 7.4                | 5012               |
| Monte Carasso      | Monte Carasso      | 2424                  | 9.7                | 5013               |
| Preonzo            | Preonzo            | 574                   | 16.5               | 5015               |
| Sementina          | Sementina          | 2968                  | 8.4                | 5019               |
|                    | Total              | 8198                  | 68.6               |                    |

## Fusions de municipis

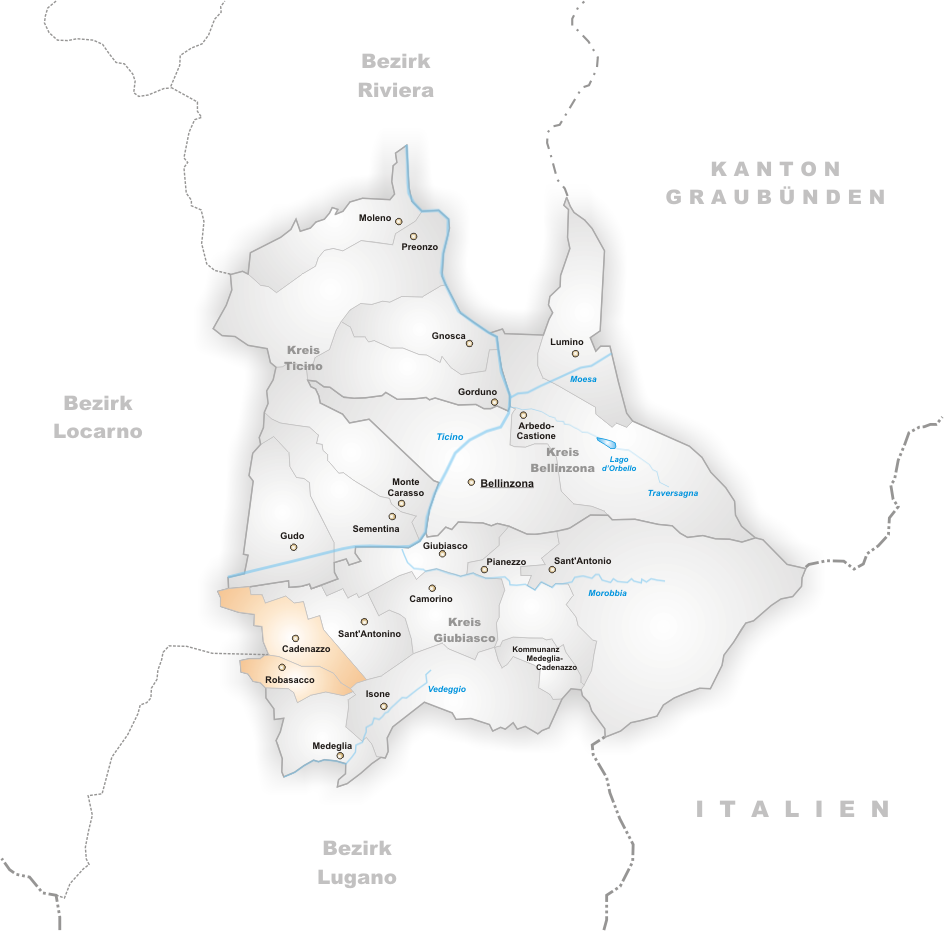
Municipis el 2004

En 2005 Cadenazzo i Robasacco es van fusionar a Cadenazzo, i en 2017 11 viles del districte (Camorino, Giubiasco, Gnosca, Gorduno, Gudo, Moleno, Monte Carasso, Pianezzo, Preonzo, Sant'Antonio, Sementina) i Claro (al districte de Riviera) es van incorporar al municipi de Bellinzona